# Rhein-Zeitung
Die Rhein-Zeitung (RZ) ist eine Regionalzeitung im nördlichen Rheinland-Pfalz und eine Online-Zeitung (Rhein-Zeitung.de). Sie wird herausgegeben von der Mittelrhein-Verlag GmbH mit Sitz in Koblenz. Sie bot 1995 als erste deutsche Tageszeitung einen Onlinedienst mit eigener Redaktion an.

## Verbreitungsgebiet und Struktur

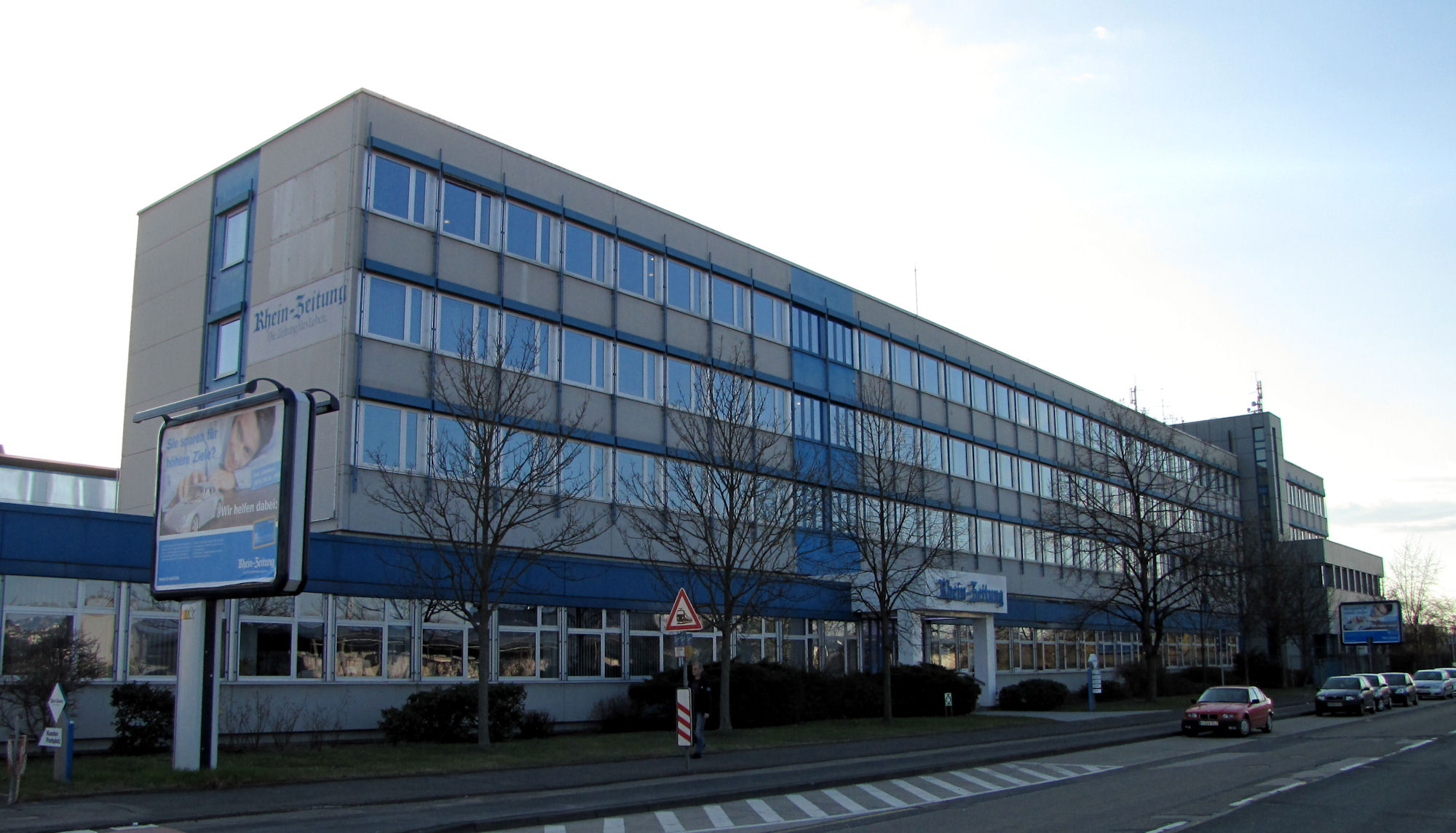
Das alte Verlagsgebäude der Rhein-Zeitung im Industriegebiet von Koblenz

Das Verbreitungsgebiet der Rhein-Zeitung und ihrer Heimatausgaben ist der gesamte ehemalige Regierungsbezirk Koblenz, der nahezu die Hälfte von Rheinland-Pfalz umfasst und in dem rund 1,7 Millionen Einwohner in 1.113 Kommunen leben. Das Blatt hat im Norden des Bundeslandes fast eine Monopolstellung (vgl. Einzeitungskreis) und erreicht mit einer verkauften Auflage von 122.124 Exemplaren täglich rund 640.000 Leser (Stand: 2009).
Die Rhein-Zeitung wird in 12 Lokalausgaben mit sechs verschiedenen Titeln als Kopfblatt vertrieben: Rhein-Zeitung (unter diesem Namen erscheinend in der Stadt Koblenz sowie den Landkreisen Ahrweiler, Altenkirchen (Westerwald), Cochem-Zell, Mayen-Koblenz und Neuwied), Nahe-Zeitung (Landkreis Birkenfeld), Oeffentlicher Anzeiger (Landkreis Bad Kreuznach), Rhein-Hunsrück-Zeitung (Rhein-Hunsrück-Kreis), Rhein-Lahn-Zeitung (Rhein-Lahn-Kreis) und Westerwälder Zeitung (Westerwaldkreis). Die Mainzer Rhein-Zeitung (Stadt und Umland Mainz) wurde am 31. Dezember 2013 eingestellt.
In fünf Landkreisen gibt es die Ausgaben unverändert für den jeweiligen Kreis, in den Kreisen Altenkirchen, Neuwied, Mayen-Koblenz sowie im Rhein-Lahn-Kreis erscheint die Rhein-Zeitung in zwei jeweils räumlich differenzierten Versionen („Splitting-Ausgaben“).

## Auflage
Die Rhein-Zeitung hat wie die meisten deutschen Tageszeitungen in den vergangenen Jahren an Auflage eingebüßt. Die verkaufte Auflage ist in den vergangenen 10 Jahren um durchschnittlich 4,3 % pro Jahr gesunken. Im vergangenen Jahr hat sie um 7,9 % abgenommen. Sie beträgt gegenwärtig 122.124 Exemplare. Der Anteil der Abonnements an der verkauften Auflage liegt bei 91,4 Prozent.
| 1998   | 1999   | 2000   | 2001   | 2002   | 2003   | 2004   | 2005   | 2006   | 2007   | 2008   | 2009   | 2010   | 2011   | 2012   | 2013   | 2014   | 2015   | 2016   | 2017   | 2018   | 2019   | 2020   | 2021   | 2022   | 2023   | 2024   |
| ------ | ------ | ------ | ------ | ------ | ------ | ------ | ------ | ------ | ------ | ------ | ------ | ------ | ------ | ------ | ------ | ------ | ------ | ------ | ------ | ------ | ------ | ------ | ------ | ------ | ------ | ------ |
| 240026 | 239268 | 239657 | 238089 | 235375 | 230074 | 225726 | 222214 | 218454 | 216149 | 212187 | 207595 | 203842 | 198842 | 202340 | 197122 | 189219 | 184464 | 180004 | 174159 | 169470 | 163605 | 158018 | 153398 | 145451 | 132579 | 122124 |

Die Zahl der e-Paper-Nutzer hat sich von Anfang 2015 bis Anfang 2021 verdoppelt und lag mit etwa 10 Prozent im 4. Quartal 2020 vergleichsweise hoch.

## Geschichte

### Verlag
Die Rhein-Zeitung entstand nach dem Zweiten Weltkrieg als völlige Zeitungsneugründung ohne direkte Vorläufer. Im März 1946 übertrug die Militärregierung der französischen Besatzungszone dem damals 32-jährigen Bauingenieur Peter Josef Stein aus Mayen die Lizenz zur Herausgabe der Rhein-Zeitung. Stein und Wilhelm Nowack gründeten dafür die Rhein-Mosel-Verlag GmbH mit Sitz in Koblenz. Zum ersten Mal erschien die Rhein-Zeitung am 20. April 1946. Gesetzt und gedruckt wurde die neue Zeitung in der Koblenzer Görres-Druckerei.
Im Dezember 1947 gab Nowack seinen Gesellschafteranteil am Rhein-Mosel-Verlag an den Verlagskaufmann Walter Twer (damals 43 Jahre) aus Nassau ab, der daraufhin zum Geschäftsführer bestellt wurde. 1948 ging die Rhein-Zeitung auf die Mittelrhein-Verlag GmbH (Koblenz) über. Der Mittelrhein-Verlag wurde am 29. April 1948 von den gemeinsamen Lizenzträgern Verlagsdirektor Walter Twer, Chefredakteur Oscar Richardt und Chefredakteur Michael Weber gegründet. Sie nahmen zugleich die Kaufleute Erich Schneider und Joachim Ulrich als weitere Gesellschafter auf. Der neue Verlag wurde in der Ausgabe vom 5. Mai 1948 erstmals im Impressum als Herausgeber der Rhein-Zeitung genannt. Ab November 1948 wurde die Rhein-Zeitung in einer eigenen Druckerei auf dem Gelände des Koblenzer Forts Asterstein hergestellt. Einzelne Lokalausgaben wurden von örtlichen, durch Werkverträge gebundenen Druckereien gefertigt. 1951 zog die Druckerei der Rhein-Zeitung in Koblenz vom Fort Asterstein in die Stegemannstraße um.
1966 erwarb der Mittelrhein-Verlag im neuerschlossenen Koblenzer Industriegebiet „Rheinhafen“ ein 20.000 Quadratmeter großes Grundstück, um dort ein neues Druckhaus sowie ein neues Verlagsgebäude zu bauen. 1968 gingen dort zwei neue Hochdruck-Rotationsmaschinen in Betrieb. Verlag, Zentralredaktion, Anzeigenabteilung und Setzerei bezogen den neuen Standort im August 1969.
1969 gab sich die Rhein-Zeitung ein Redaktionsstatut, in dem sich die Redakteure zur Unabhängigkeit von Staat und Parteien verpflichten und jegliche Einflussnahme abwehren.
In weiten Teilen ihres Verbreitungsgebietes besitzt die Rhein-Zeitung eine Quasi-Monopolstellung als regionale Tageszeitung. Allerdings hat der Verlag gerade in den Randgebieten mit zunehmender Konkurrenz und sinkenden Abo-Zahlen zu kämpfen.
Als einer der ersten Regionalzeitungsverlage hatte der Verlag seine Lokalredaktionen, also sein Kerngeschäft, aus tariflichen Gründen ausgegliedert. In den Tochtergesellschaften werden deutlich unter Tarif liegende Gehälter gezahlt. Zahlreiche Verlage sind dem Koblenzer Modell mittlerweile gefolgt. Der Mittelrhein-Verlag ist ohne Tarifbindung Mitglied des Verbandes der Zeitungsverleger in Rheinland-Pfalz und Saarland. Er gehört damit dem Bundesverband Deutscher Zeitungsverleger (BDZV) an. Nach Ankündigung eines Sparprogramms, zu dem die Schließung des Berliner Büros der Zeitung gehörte, verließen 2018 mehrere langjährige Redakteure das Blatt. Weiterhin zählt die Rhein-Zeitung zu den ersten Tageszeitungen, die in Rheinland-Pfalz alle ihre Lokalredaktionen im Jahr 2020 schloss und sich lediglich noch auf drei Standorte konzentrierte, obwohl die Tageszeitung fast überall als Monopolanbieter auf dem Medienmarkt vertreten war.
Im März 2017 kam es zu einer Kontroverse in der Redaktion. Kurz nach der Veröffentlichung eines achtseitigen Dossiers über den ehemaligen Agenten und Privatdetektiv Werner Mauss depublizierte die Rhein-Zeitung aus rechtlichen Gründen das Dossier. Der für das Dossier verantwortliche Chefredakteur Christian Lindner, der die Ausgabe verantwortete, schied wenige Tage nach der Veröffentlichung aus der Rhein-Zeitung aus. Das Dossier ist weiterhin in vollem Umfang über Lindners privaten Twitter-Account abrufbar. Wenige Tage später verließ der bis dahin der Chefredaktion angehörende Digitalchef Marcus Marcus Schwarze den Verlag. Anlass soll ein wohlwollendes Abschiedsposting via Facebook gewesen sein, in dem er sich für die Zusammenarbeit mit Christian Lindner bedankte.

### Lokalausgaben

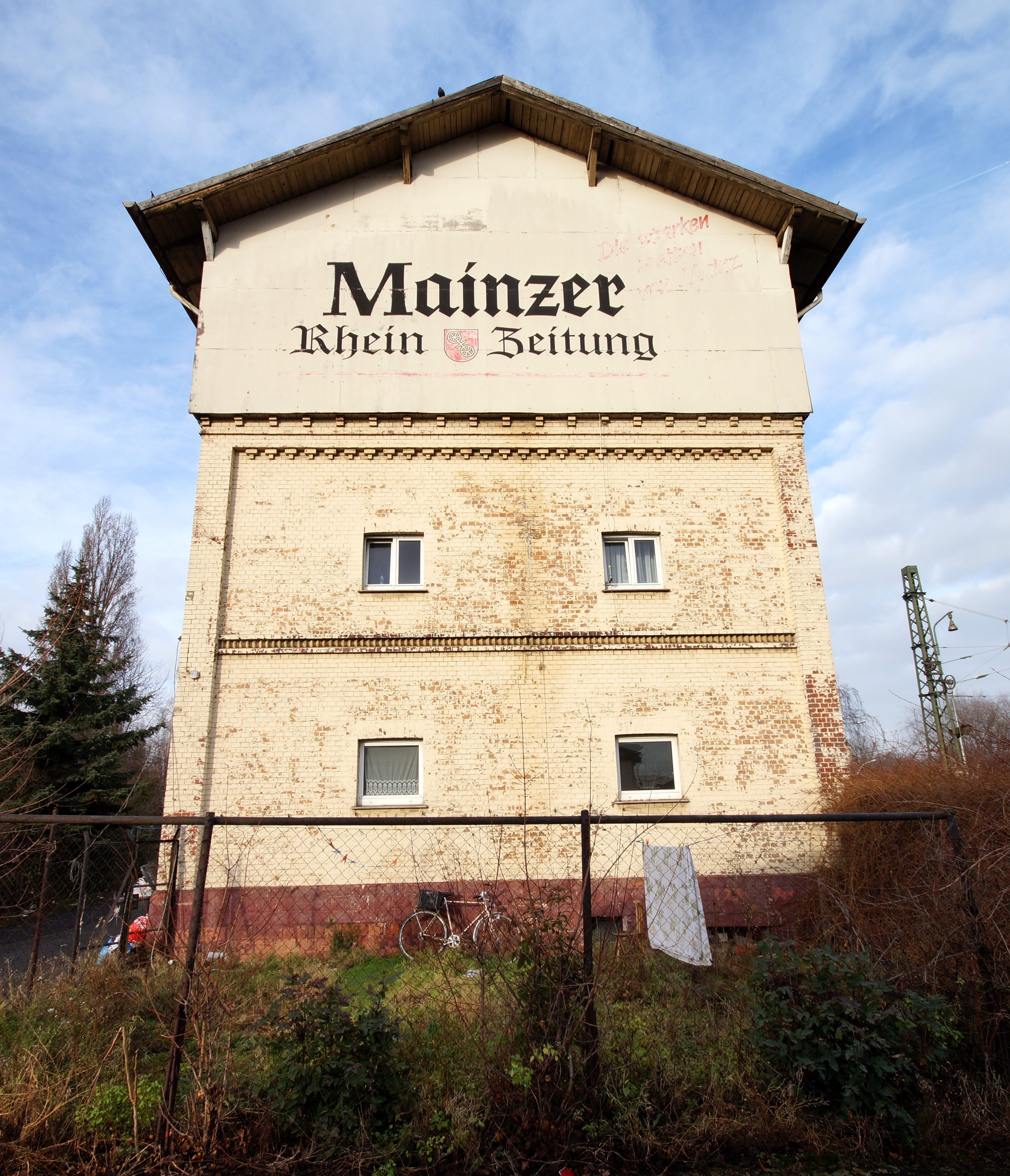
Fassadenwerbung in Mainz-Kastel in der Nähe des Bahnhofs Mainz-Kastel für die Mainzer-Ausgabe. Schon verblasst, der rote Schriftzug: Die starken Seiten von Mainz.

Bereits im ersten Monat nach seiner Gründung im April 1946 erschien das Blatt in einer Auflage von 52 000 Exemplaren mit den Lokalausgaben Neuwied, Koblenz, Mayen-Andernach, Cochem-Zell, Bad Kreuznach und Westerwald.
1947 gründete die Rhein-Zeitung fünf weitere Lokalteile für die Regionen Lahn-Diez, Altenkirchen und Simmern (Januar), Ahrweiler (März) sowie Birkenfeld (Juni).
1948 erschienen weitere Lokalausgaben für die Bereiche Mosel/Bernkastel (Januar), St. Goar (August) und den Regierungsbezirk Trier/Eifel (Oktober).
Im Januar 1950 führte der Mittelrhein-Verlag die Lokalausgabe Sankt Goarshausen ein. Zum 4. Februar 1950 übernahm der Verlag den Titel Westerwälder Zeitung, zum 1. April 1950 den Titel Lahn-Zeitung. Im Dezember 1950 erhielt die Region Betzdorf und Wissen eine eigene Lokalausgabe mit dem Titel Rhein-Zeitung.
1953 erhielt die Region Andernach eine eigene Lokalausgabe. Sie erschien erstmals am 9. Mai. Am 31. Juli 1953 wurden die Lokalausgaben Altenkirchen, Betzdorf und Wissen zu einer gemeinsamen Lokalausgabe für den gesamten Kreis Altenkirchen zusammengelegt.
1954 übernahm der Mittelrhein-Verlag zum 25. März die Titel Bernkasteler Zeitung, Birkenfelder Zeitung, Idar-Obersteiner Nachrichten, Stadt- und Landbote (Baumholder) sowie den Oeffentlichen Anzeiger im Raum Bad Kreuznach. Am 27. März 1954 folgte die Übernahme des Titels Hunsrücker Zeitung.
1969 wurden im Kreis Birkenfeld am 2. Juni die Lokalausgaben Idar-Obersteiner Nachrichten, Birkenfelder Zeitung und Stadt- und Landbote Baumholder zur Ausgabe Nahe-Zeitung vereinigt.
1972 übernahm der Mittelrhein-Verlag im Kreis Bad Kreuznach am 2. November die Kirner Zeitung.
1981 übernahm der Mittelrhein-Verlag im Kreis Bad Kreuznach am 2. Januar den im Raum Meisenheim erscheinenden Titel Allgemeiner Anzeiger.
1985 erhielt die Lahnsteiner Ausgabe der Rhein-Zeitung am 1. April den Titel Rhein-Lahn-Zeitung.
1986 übernahm der Mittelrhein-Verlag am 1. September den Titel Bendorfer Zeitung. Zum Jahreswechsel 1992/93 wurde diese Ausgabe in die Koblenzer Lokalausgabe der Rhein-Zeitung integriert.
1987 erschien am 14. Oktober die erste Ausgabe der Mainzer Rhein-Zeitung, die zum 31. Dezember 2013 wieder eingestellt wurde. Zuletzt hatte sie zwar 15 Monate in Folge steigende Abonnentenzahlen zu verzeichnen, war aber mit einer Auflage von 6.943 Exemplaren nicht rentabel.

### Aktion Helft uns Leben
Seit 1979 engagieren sich die „Rhein-Zeitung und ihre Heimatausgaben“ im Rahmen der Aktion „Helft uns Leben“ für Kinder und Menschen in Not. 1989 wurde dazu der gemeinnützige Verein Helft uns Leben e. V. gegründet. Vorsitzender bis 2015 war Thomas Eisenhauer, es folgte bis 2017 Fred Pretz. Derzeit amtiert Manuela Lewentz-Twer als Vorsitzende, der Geschäftsführer ist Manfred Wyrwoll. Der Verein hilft spontan, wenn Leib und Leben durch eine Naturkatastrophe bedroht sind, unterstützt Langzeitprojekte und leistet Hilfe zur Selbsthilfe, damit Not leidende Menschen ihr Leben wieder selbst in die Hand nehmen können. Seit 1979 sind mehr als 25 Mio. Euro an Spendengeldern eingegangen und verteilt worden. Der Verein arbeitet mit Partnern auf diesem Sektor zusammen. 2006 war es die Arbeiterwohlfahrt. 2008 war es der Malteser Hilfsdienst. Bei der Überschwemmungskatastrophe in Pakistan 2010 sind es World Vision sowie das „Kinderhilfswerk Global Care“. Auch die Deutsche Welthungerhilfe ist Medienpartner. Die eingegangenen Spenden fließen zu 100 Prozent in die jeweiligen Projekte, die von den ehrenamtlich tätigen Mitgliedern betreut werden.
Alle Projekte werden geprüft und journalistisch begleitet, sodass Leser und Spender nachvollziehen können, wie und wo die Spendengelder zum Einsatz kommen.

## Internet-Aktivitäten
Ende 1995 bot die RZ als erste deutsche Tageszeitung einen Onlinedienst mit eigener Redaktion an. Seit 1996 werden alle Artikel aus RZ und RZ-Online in einem Internet-Volltext-Archiv abgelegt. 2001 entwickelte RZ-Online mit E-Paper die weltweit erste 1:1-Darstellung einer Zeitung auf HTML-Basis. Seit Februar 2009 ist die Rhein-Zeitung verstärkt in Social-Media-Netzwerken aktiv, vor allem auf den Plattformen Twitter und Facebook.
Anfang November 2013 führte die Zeitung eine Bezahlschranke für Teile ihres Internetangebotes ein. Nach dem Konzept einer metered paywall konnten nur noch zehn regionale Online-Artikel pro Monat kostenfrei aufgerufen werden. Nicht betroffen hiervon waren überregionale Berichte sowie solche, die über Links aus Facebook oder Twitter aufgerufen wurden. Ab 1. August 2014 waren nur noch zwei Artikel pro Monat frei verfügbar, ab dem dritten gelesenen Artikel war eine Anmeldung nötig. Auch überregionale Berichte und Artikel, die über Facebook und Twitter aufgerufen werden, sind nun kostenpflichtig. Zum 31. Januar 2015 entfielen auch die beiden kostenfreien Artikel, seither sind nur noch die jeweiligen Kurzfassungen der Beiträge mit einigen Bildern kostenfrei abrufbar. Die Zeitung begründete dies damit, dass man sich künftig nicht mehr an einem, aus ihrer Sicht unsinnigen, Wettbewerb um Reichweite beteiligen wolle. Auf die Zahl der e-Paper-Nutzer hatten diese Maßnahmen keine negativen Einfluss: Die Zahl der Nutzer stieg auf über 9.000 im 3. Quartal 2014 an, die Zahl der Abos verdreifachte sich vom 2. Quartal 2013 zum 1. Quartal 2015 sogar.

## Geschäftsführer des Verlages und Chefredakteure der Rhein-Zeitung
Geschäftsführer des Rhein-Mosel-Verlags:
- März 1946 – Dezember 1947: Peter Josef Stein, Wilhelm Nowack
- Dezember 1947 – April 1948: Peter Josef Stein, Walter Twer

Geschäftsführer des Mittelrhein-Verlages:
- 1948–1952 Oscar Richardt, Michael Weber, Walter Twer
- 1952–1956 Michael Weber, Walter Twer
- 1956–1957 Walter Twer
- 1957–1964 Erich Schneider, Joachim Ulrich
- 1964–1970 Erich Schneider
- 1970–1974 Erich Schneider, Jörn Ulrich
- 1975–1979 Jörn Ulrich, Werner Theisen
- 1979–1980 Werner Theisen
- 1980–1986 Werner Theisen, Walterpeter Twer
- 1986–2008 Walterpeter Twer
- 2008–2012 Walterpeter Twer, Thomas Rochel
- 2012–2016 Walterpeter Twer
- 2016–2018 Walterpeter Twer, Thomas Regge
- 2019–0000 Thomas Regge

Chefredakteure der Rhein-Zeitung:
- 1946–1948 Oscar Richardt
- 1948–1952 Oscar Richardt, Michael Weber
- 1952–1956 Michael Weber
- 1956–1967 Fritz Hirschner, Hans Maurer
- 1967–1969 Hans Maurer
- 1970–1986 Helmut Kampmann
- 1986–1993 Hans Peter Sommer
- 1993–1996 Horst Schilling
- 1996–1998 Dieter Heitmann
- 1998–2004 Martin Lohmann
- 2004–2011 Christian Lindner, Joachim Türk[26]
- 2012–2017 Christian Lindner
- 2017–2018 Peter Burger (kommissarisch)
- 2018–2021 Peter Burger[27]
- 2021–0000 Lars Hennemann